# Barrage de Garzan
 (janvier 2014).
Le barrage de Garzan est un barrage prévu dans le projet d'Anatolie du Sud-est du gouvernement de la Turquie. Les travaux ont débuté en 2009.

## Sources
- (en) www.ecgd.gov.uk/eiar_s2.pdf